# Bomarea ovallei
Bomarea ovallei är en alströmeriaväxtart som först beskrevs av Rodolfo Amando Philippi, och fick sitt nu gällande namn av Pierfelice Ravenna. Bomarea ovallei ingår i släktet Bomarea och familjen alströmeriaväxter. Inga underarter finns listade i Catalogue of Life.

## Bildgalleri

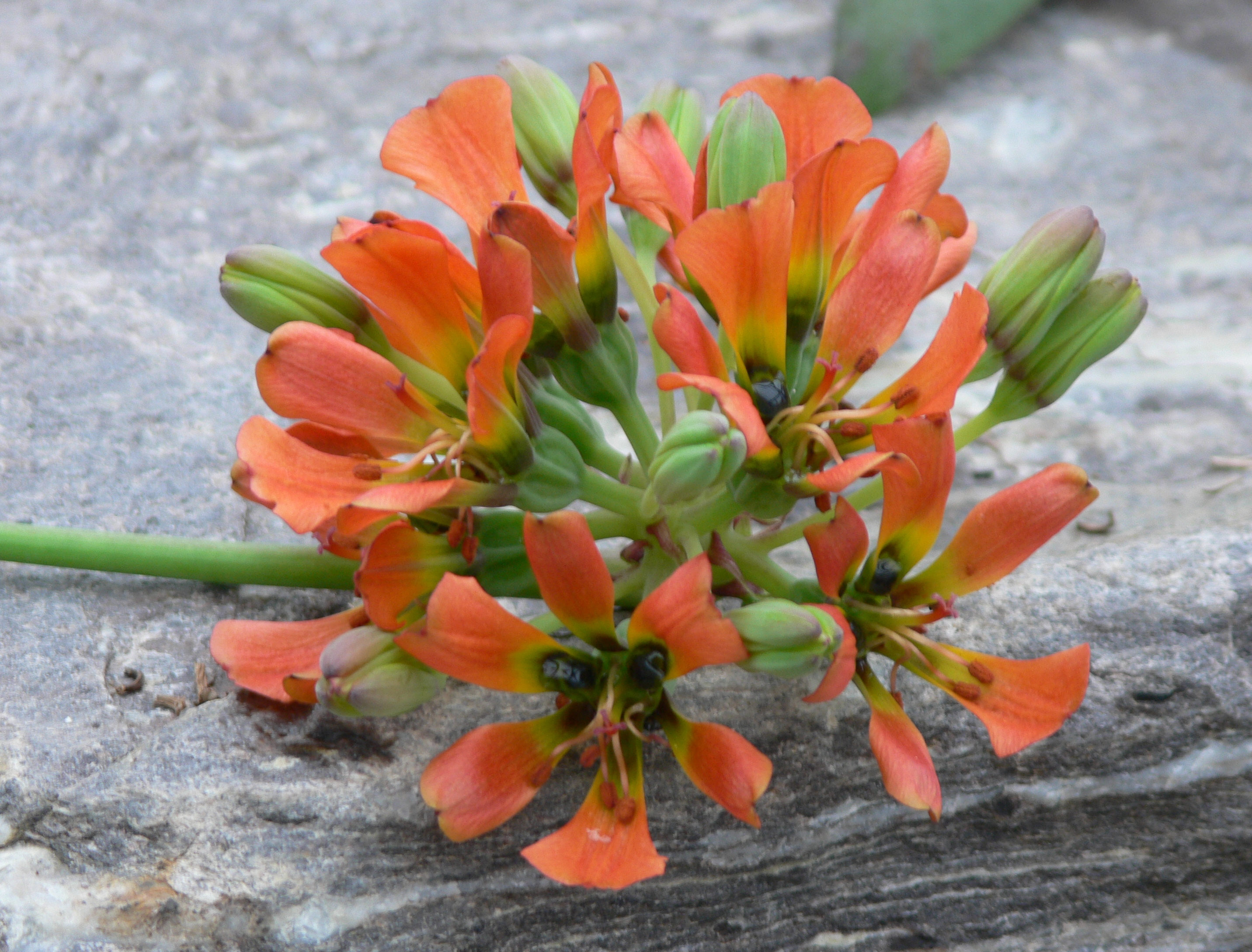